# Reprezentacja Włoch na Mistrzostwach Świata w Narciarstwie Klasycznym 2007
Reprezentacja Włoch na Mistrzostwach Świata w Narciarstwie Klasycznym 2007 liczyła 19 sportowców. Najlepszym wynikiem było 1. miejsce w sprincie drużynowym mężczyzn. Najlepszym wynikiem indywidualnym były trzecie miejsca Pietro Pillera Cottrera w biegu mężczyzn na 30 km oraz Arianny Follis w biegu kobiet na 10 km.

## Medale

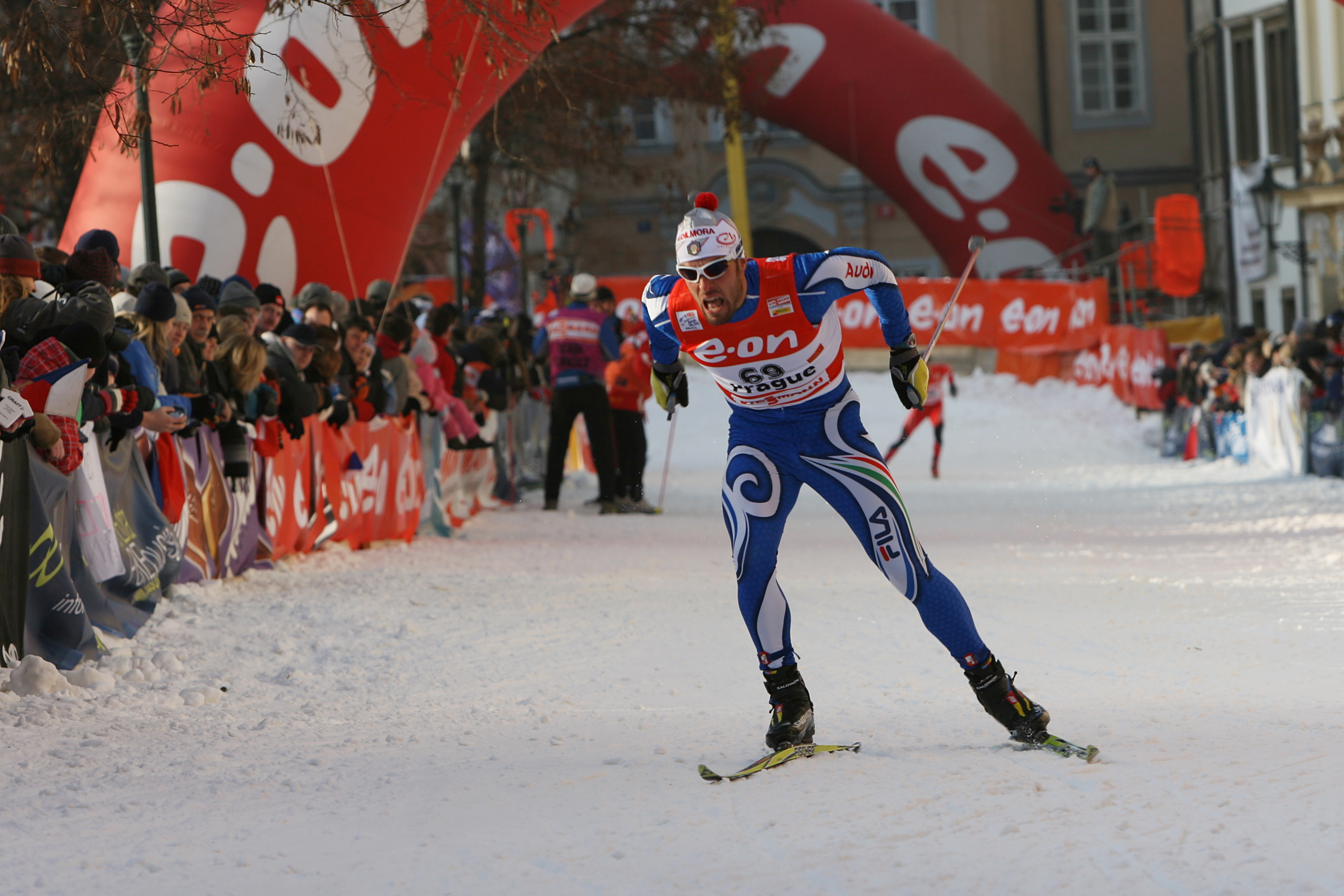
Renato Pasini

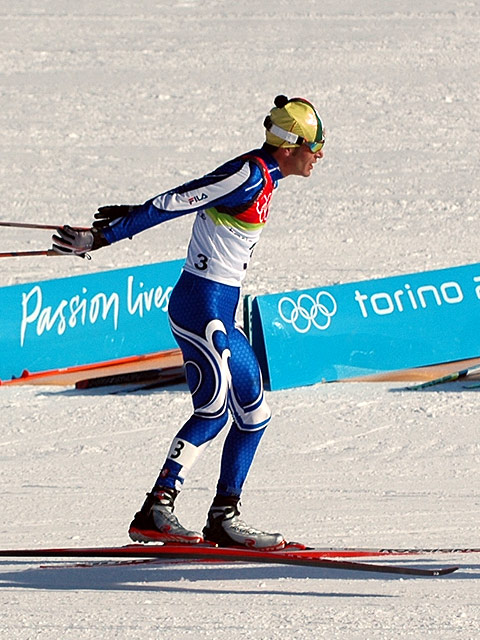
Pietro Piller Cottrer

### Złote medale
- Biegi narciarskie mężczyzn, sprint drużynowy: Renato Pasini, Cristian Zorzi

### Srebrne medale
Brak

### Brązowe medale
- Biegi narciarskie mężczyzn, 30 km: Pietro Piller Cottrer
- Biegi narciarskie kobiet, 10 km: Arianna Follis

## Wyniki

### Biegi narciarskie mężczyzn
Sprint
- Loris Frasnelli - 23. miejsce
- Renato Pasini - nie ukończył

Sprint drużynowy
- Renato Pasini, Cristian Zorzi - 1. miejsce

Bieg na 15 km
- Pietro Piller Cottrer - 9. miejsce
- Giorgio Di Centa - 25. miejsce
- Fabio Santus - 31. miejsce
- Valerio Checchi - 61. miejsce
- Cristian Zorzi - 67. miejsce

Bieg na 30 km
- Pietro Piller Cottrer - 3. miejsce
- Giorgio Di Centa - 11. miejsce
- Roland Clara - 21. miejsce
- Valerio Checchi - 26. miejsce

Bieg na 50 km
- Giorgio Di Centa - 31. miejsce
- Valerio Checchi - nie ukończył
- Fabio Santus - nie ukończył

Sztafeta 4 x 10 km
- Roland Clara, Giorgio Di Centa, Pietro Piller Cottrer, Cristian Zorzi - 9. miejsce

### Biegi narciarskie kobiet
Sprint
- Magda Genuin - 28. miejsce
- Marianna Longa - 39. miejsce
- Karin Moroder - 50. miejsce
- Stephanie Santer - 55. miejsce

Sprint drużynowy
- Sabina Valbusa, Arianna Follis - 8. miejsce

Bieg na 10 km
- Arianna Follis - 3. miejsce
- Magda Genuin - 12. miejsce
- Sabina Valbusa - 13. miejsce
- Antonella Confortola - 23. miejsce

Bieg na 15 km
- Marianna Longa - 8. miejsce
- Arianna Follis - 19. miejsce
- Sabina Valbusa - 33. miejsce
- Antonella Confortola - 35. miejsce

Bieg na 30 km
- Antonella Confortola - 14. miejsce
- Marianna Longa - 19. miejsce
- Stephanie Santer - 31. miejsce
- Karin Moroder - 35. miejsce

Sztafeta 4 x 5 km
- Magda Genuin, Marianna Longa, Sabina Valbusa, Arianna Follis - 6. miejsce

### Kombinacja norweska
Sprint HS 134 / 7,5 km
- Daniele Munari - 35. miejsce

HS 100 / 15.0 km metodą Gundersena
- Jochen Strobl - 37. miejsce
- Daniele Munari - 45. miejsce

### Skoki narciarskie
Normalna skocznia indywidualnie HS 100
- Andrea Morassi - 43. miejsce

Duża skocznia indywidualnie HS 134
- Andrea Morassi - 22. miejsce
- Sebastian Colloredo - 43. miejsce